# Adelajda Biała Knegini
Adelajda Biała Knegini – rzekoma siostra lub córka Mieszka I, żona węgierskiego księcia Gejzy. Po raz pierwszy wspomina o niej Kronika polsko-węgierska z XIII wieku. Postać obecna w dawniejszej historiografii oraz po dziś dzień w literaturze popularnonaukowej. Badania przeprowadzone pod koniec XIX wieku wykazały, że Adelajda Biała Knegini to postać fikcyjna, a jedyną żoną Gejzy była Sarolta, nosząca przydomek Beleknegini.

## Adelajda Biała Knegini w przekazach kronikarskich
Jako pierwsza wspomina o niej Kronika polsko-węgierska z XIII wieku. Podaje ona, że książę Gejza (Jesse) poślubił Adelajdę, siostrę Mieszka I, która nawróciła męża na chrześcijaństwo, a później miała z nim syna Stefana, późniejszego świętego.

## Adelajda Biała Knegini w historiografii
Adelajda obecna w dawniejszej historiografii piastowskiej (zob. Oswald Balzer, 1895) oraz w literaturze popularnonaukowej (np. autorstwa Pawła Jasienicy) i legendach. Najczęściej podawana za młodszą córkę Siemomysła, księcia Polan i siostrę Mieszka I, która miała poślubić w 972 lub 973 Gejzę. Jako księżna Węgier nazwana zostać miała Białą Kneginią i przyczynić się do chrystianizacji Węgier oraz małżeństwa swojego bratanka Bolesława ze swoją pasierbicą Judytą w 985. Żywot Adelajdy zawierają tzw. żywoty budzisławskie, uważane przez historyków za mistyfikację.
Szereg hipotez odnośnie do Adelajdy wysunął Stanisław Zakrzewski. Według niego Adelajda była córką Mieszka I i Dobrawy. Urodziła się w 968 lub 969 roku. W nieznanym roku poślubiła Gejzę; była jednak jego drugą żoną i macochą, a nie matką Stefana I. Później miała zostać oddalona przez męża, a po śmierci Gejzy poślubić jego młodszego brata Michała, którego polski badacz identyfikował z Koppánym. Z tego małżeństwa mieli pochodzić Vazula i Władysław Łysy. Hipotezy te nie spotkały się jednak z uznaniem literatury.
Historycy Jerzy Dowiat i Tadeusz Wasilewski wysunęli z kolei hipotezę, że imię Adelajda nosiła córka Mieszka II, żona króla Beli I.
Wiadomości te oparte są jednak głównie na legendach lub nieweryfikowalnych wczesnych przekazach historycznych, teza o jej istnieniu zdaje się być dzisiaj już jednoznacznie porzucona przez historyków.

## Adelajda Biała Knegini w literaturze pięknej
Wątek Adelajdy w poezji polskiej badał Dawid Jung, który analizie poddał anonimowy wiersz pisany w leoninach (łac. versus leoninus) pt. „O Adelajdzie, zrodzonej w Gnieźnie Białej Knegini”. Wiersz stanowi jeden z nielicznych przykładów poetyckiej próby opisania życia księżny. W literackiej wizji Adelajda miała urodzić się w Gnieźnie i wychowywać na gnieźnieńskim dworze Mieszka I oraz Dąbrówki. Anonimowy poeta starał się podkreślić dobre relacje polsko-węgierskie, które stały się możliwe dzięki Adelajdzie: Odtąd dwa bliskie narody złączon w bratnie korowody / Bieżą przez Europy dzieje, aż do śmierci przyjaciele. Jak zauważa Jung, w wierszu wykorzystano nieznaną bliżej legendę o „pierścieniu świętowojciechowym”: Utwór „O Adelajdzie, zrodzonej w Gnieźnie Białej Knegini” zachował zagubioną legendę o cudownym pierścieniu Wojciecha, który księżna miała rzekomo otrzymać osobiście od świętego. Ów pierścień, w późniejszym okresie świecący w kwietniu, miesiącu męczeńskiej śmierci Wojciecha, księżna Adelajda odesłała do skarbca gnieźnieńskiego. Podobnie jak w wzorcowej hagiografii, pierścień zgodnie z zamierzeniem poety stał się atrybutem Adelajdy. Legendy o świętowojciechowym złotym pierścieniu nie spotykamy wcześniej w literaturze, wpisuje się ona jednak w ludowe wyobrażenie świętego, który słynął z hojności i karmienia głodnych, świętego, który potrafił podzielić się z ubogim nawet własną poduszką, o czym wspominają łacińskie antyfony i responsoria śpiewane w średniowieczu przy grobie świętego w Gnieźnie. Pośmiertnie, zgodnie z literackim wyobrażeniem, duch Adelajdy nawiedza zamek gnieźnieński.